# 房間
房間，有時可簡稱「房」，包括廳，是一個建築物內的間隔空間，由牆、間板、屏風等劃出其範圍，又以門、窗、天、閘、出口、通道、走廊、樓梯、橋等，跟其他空間及外面的世界往來。
房間的類型按住宅、寫字樓、學校、教堂功能分為客廳、飯廳、廚房、睡房、書房、閣樓、健身室、康樂室、傭人房、衣帽間、會議室、浴室、洗手間、自修室、禮堂、課室、校長室、經理室、雜物房（又名士多房）等。

## 歷史
從歷史上看，房間的使用至少可以追溯到公元前 2200 年左右的早期邁諾斯文明，聖托里尼島阿克罗蒂里的發掘揭示了某些建築內明確界定的房間。
在早期的結構中，不同的房間類型可以被確定為包括臥室、廚房、浴室、壁櫥、接待室和其他專門用途。上述阿克羅蒂裡的發掘揭示了一些房間，有時建在其他房間之上，通過樓梯相連，浴室配有洗臉盆、浴缸和廁所等雪花石膏器具，所有這些都連接到一個精緻的雙管道系統，該系統由分別用於冷水和熱水的陶瓷管道組成。古羅馬表現出非常複雜的建築形式，具有多種房間類型，其中包括一些最早的室內沐浴房間的例子。阿納薩齊文明也有早期複雜的房間結構發展，可能是北美最古老的，而中美洲的瑪雅人早在公元幾百年就擁有非常先進的房間配置。

## 外部連結
维基共享资源上的相關多媒體資源：房間